# カヴァレーロヴォ地区
カヴァレーロヴォ地区（Кавале́ровский райо́н）はロシア沿海地方の行政区画の一つで、沿海地方の東部に位置する。人口36,000人（1995年）。中心地はカヴァレーロヴォ町。
地区の80%を森林が覆い、アムールトラ、ユキヒョウ、シカ、アムールヤマネコといった稀少動物が生息する。
カヴァレーロヴォ地区は沿海州で主要な錫の産地である。また、鉛鉱石、亜鉛鉱石、褐炭、金粉、ホウ素が埋蔵されている。この地区には大企業が多く、鉛採掘を専門としロシアで最も力強いといわれるフルスタルナヤ興業や金の採掘をするJSCアペックス、褐炭採掘のJSCゼニート等がある。また、木材生産に従事する営林企業もある。農業は盛んではない。
山の風景、素朴な松林などの豊かな動植物相、澄んだ空気、綺麗な水によりこの地区は観光地・休養地となっている。